# Конфленти
Конфлѐнти (на италиански: Conflenti) е село и община в Южна Италия, провинция Катандзаро, регион Калабрия. Разположено е на 540 m надморска височина. Населението на общината е 1419 души (към 2013 г.).